# Joc shooter first-person
First-person shooter (FPS) este un gen de jocuri video centrat pe experiența de luptă din perspectiva personajului controlat de jucător, oferindu-i acestuia un câmp vizual ce simulează vederea directă a protagonistului. Genul combină elementele de gameplay de tip shooter cu perspective vizuale de tip first-person, în care mâinile și armele personajului sunt vizibile pe ecran. Se deosebește de genul third-person-shooter, în care jucătorul poate vedea corpul personajului pe care îl controlează.

## Istorie

### Originile și primele exemple
Primele jocuri care au folosit perspectiva first-person au apărut la sfârșitul anilor 1970 și începutul anilor 1980. Jocuri precum Maze War (1973) și Spasim (1974) sunt considerate precursorii genului FPS. Aceste jocuri timpurii ofereau grafică simplă și gameplay limitat, dar au pus bazele pentru evoluția ulterioară a genului.

### Anii 1990: Revoluția FPS
Genul FPS a cunoscut o creștere semnificativă în popularitate în anii 1990, odată cu lansarea unor jocuri iconice. Wolfenstein 3D (1992), dezvoltat de id Software, este adesea considerat primul joc FPS adevărat, datorită graficii sale 3D și gameplay-ului rapid. Id Software a continuat să inoveze cu Doom (1993), un joc care a definit genul și a introdus elemente esențiale precum multiplayer-ul în rețea și niveluri complexe.
Duke Nukem 3D (1996) și Quake (1996) au continuat să avanseze genul, aducând grafică îmbunătățită, designuri de nivel inovatoare și moduri de joc multiplayer mai sofisticate. GoldenEye 007 (1997) pentru Nintendo 64 a demonstrat că FPS-urile pot avea succes și pe console, nu doar pe PC-uri. Un alt joc FPS important publicat în anii 90 este Half Life (1998), dezvoltat de Compania Valve, care a revoluționat genul prin combinarea experienței FPS a jocurilor anterioare cu o poveste complexă și interactivă, scrisă de către autorul de romane Marc Laidlaw.

### Anii 2000: Expansiunea și diversificarea genului
În anii 2000, FPS-urile au continuat să evolueze și să se diversifice. Serii precum Halo (2001) au demonstrat potențialul FPS-urilor pe console, oferind o poveste captivantă, grafică de top și multiplayer inovator. Call of Duty (2003) a introdus o abordare mai realistă și cinematică, devenind una dintre cele mai populare și influente serii din gen.
Half-Life 2 (2004) a fost lăudat pentru povestea sa profundă, fizica avansată și interacțiunea cu mediul, ridicând standardele pentru FPS-uri narative. BioShock (2007) a combinat elemente de FPS cu o poveste complexă și teme filosofice, demonstrând potențialul genului de a aborda subiecte mature și profunde.

## Caracteristici ale genului

### Perspectiva first-person
Perspectiva first-person este o caracteristică definitorie a genului FPS, oferind jucătorului o vedere directă din ochii protagonistului. Aceasta creează o experiență imersivă, făcând jucătorul să simtă că face parte din acțiune.

### Gameplay centrat pe luptă
Jocurile FPS se concentrează pe lupte intense, de obicei cu arme de foc. Jucătorii trebuie să navigheze prin niveluri, să înfrunte inamici și să îndeplinească obiective variate, folosindu-se de o varietate de arme și tactici.

### Multiplayer
Modurile de joc multiplayer sunt o componentă esențială a genului FPS. Jocurile permit jucătorilor să se confrunte online sau în rețea locală, oferind moduri de joc competitive precum deathmatch, capture the flag și team-based objectives. Jocuri precum Counter-Strike (2000) și Overwatch (2016) au devenit cunoscute pentru comunitățile lor multiplayer vibrante și competitive.

## Subgenuri și variații

### Tactical shooters
Tactical shooters, precum Rainbow Six și Arma, pun accent pe realism și strategie, cerând jucătorilor să colaboreze și să planifice cu grijă fiecare mișcare.

### Hero shooters
Hero shooters, precum Overwatch și Paladins, introduc personaje unice cu abilități speciale, încurajând jocul în echipă și oferind diversitate în gameplay.

### Battle royale
Battle royale, un subgen popularizat de jocuri precum Fortnite și PlayerUnknown's Battlegrounds, combină elemente de FPS cu supraviețuirea, unde jucătorii trebuie să rămână ultimii în viață pe o hartă mare, cu resurse limitate.

### Horror
Unele jocuri FPS îmbină elementele esențiale ale genului cu elemente ale ficțiunii de groază. 

## Impact și influență
Genul FPS a avut un impact semnificativ asupra industriei jocurilor video, influențând dezvoltarea altor genuri și tehnologii. FPS-urile au fost adesea pionieri în ceea ce privește grafica avansată, fizica realistă și inteligența artificială a inamicilor.
FPS-urile au fost de asemenea instrumentale în popularizarea jocurilor multiplayer competitive, ducând la crearea de comunități vaste și la apariția sporturilor electronice (esports). Jocuri precum Counter-Strike și Call of Duty au devenit coloane vertebrale ale scenelor competitive, cu turnee și ligi profesionale.

## Critici și controverse
De-a lungul timpului, genul FPS a fost subiectul mai multor controverse, în special legate de violență. Jocurile FPS sunt adesea criticate pentru nivelul ridicat de violență grafică și pentru influența lor asupra comportamentului jucătorilor, în special în rândul tinerilor. Cu toate acestea, numeroase studii au avut concluzii mixte cu privire la legătura directă dintre jocurile violente și comportamentul agresiv.

## Moștenire
First-person shooters reprezintă un gen esențial în peisajul jocurilor video, caracterizat prin gameplay intens, perspective imersive și o evoluție continuă. De la pionierii genului din anii 1970 până la titlurile moderne de succes, FPS-urile au captivat jucătorii prin inovație, competiție și povești memorabile, continuând să fie un pilon al industriei de jocuri video.